# André Doring
André Doring est un footballeur brésilien né le 25 juin 1972 à Venâncio Aires, dans l'État du Rio Grande do Sul. 
Il évolue au poste de gardien de but. Il a remporté à trois reprises la Coupe du Brésil. 
Il a reçu une sélection en équipe du Brésil, le 23 septembre 1998 lors d'un match amical face à la Yougoslavie.

## Clubs
- 1992-1999 : Sport Club Internacional  Brésil
- 1999-2003 : Cruzeiro  Brésil
- 2003-2005 : Sport Club Internacional  Brésil
- 2006-2007 : Juventude  Brésil

## Palmarès
- Champion de l'État du Rio Grande do Sul : 1991, 1992, 1994, 1997, 2004 et 2005.
- Champion de l'État du Minas Gerais : 2003.
- Vainqueur de la Coupe du Brésil : 1992, 2000 et 2003.
- Vainqueur de la Coupe Sul-Minas : 2001